# 永济乡
永济乡，中华人民共和国湖南省岳阳市云溪区下属的一个乡，位于云溪区西南部，长江东岸。因乡境位于永济垸得名，而永济垸则因防范长江洪水的永济堤得名。201省道经过辖区。

## 建制沿革
- 1957年，设临江劳改农场，属湖南省公安厅管辖；
- 1958年，改为临江大队，移交临湘县云溪公社；
- 1960年，改置国营松杨湖农场；属临湘县
- 1984年，改属岳阳市北区（后改云溪区）
- 2002年，改置永济乡。

## 行政区划
永济乡下辖1个社区、5个行政村，31个村民小组。
- 永济居委会（松杨湖社区）
- 擂鼓台村、凌泊湖村、杨树港村、樟树村、茅岭头村